# Бойцов Аркадій Сергійович
Аркадій Сергійович Бойцов ( 17 березня 1923, Подольськ - 15 червня 2000, Самара ) - радянський льотчик, ас винищувальної авіації, в роки Корейської війни - замполіт 16-го винищувального авіаційного полку 97-ї винищувальної авіаціонної дивізії, генерал-майор авіації. Герой Радянського Союзу (1953).

## Біографія
Аркадій Бойцов народився 17 березня 1923 року у місті Подольськ Московської області у сім'ї службовця. Росіянин. Після здобуття середньої освіти навчався в шкіряно-взуттєвому технікумі в Москві .
У березні 1941 року закінчив аероклуб і вступив до Чернігівської військової авіаційної школи пілотів, яку закінчив у червні 1942 року і був направлений до складу 11-го ІАП ППО (318-а ІАД). У період Великої Вітчизняної війни здійснив 15 бойових вильотів на прикриття залізничних вузлів, перевезень та супровід особливо важливих літерних поїздів.
Після закінчення війни продовжував службу у складі 11-го ІАП ППО. На початку 1946 був направлений командиром ескадрильї в 16-й ІАП ППО, де прослужив до 1954 року. В 1951 отримав звання « Військовий льотчик 1-го класу ».
У січні 1952 року у складі 16-го іап ППО (97-я іад ППО) убув урядове відрядження в КНР, брав участь у наданні міжнародної допомоги народам КНР і КНДР у період війни на Корейському півострові як заступник командира ескадрильї з політичної частини. За період з 21 січня по 28 серпня 1952 року здійснив 55 бойових вильотів, провів понад 30 повітряних боїв, у яких особисто збив 6 літаків противника (4 F-86 та 2 F-84) та ще 2 F-86 підбив.
Указом Президії Верховної Ради СРСР від 14 липня 1953 року за мужність і героїзм, виявлені при виконанні військового обов'язку, був удостоєний звання Героя Радянського Союзу (медаль № 10861).
Після повернення з відрядження до Радянського Союзу продовжив службу до ВПС. В 1958 закінчив Військово-повітряну академію  . У період з 1958 по 1962 рік проходив службу у 105-й авіаційній дивізії винищувачів-бомбардувальників на посаді командира 296-го авіаполку та заступника командира дивізії. 1966 року закінчив Військову академію Генштабу. В 1968 його призначають командиром авіадивізії, а з 14 вересня 1971 - заступником командувача ВПС Приволзького Військового округу.
З 25 жовтня 1976 року генерал-майор авіації А. С. Бойцов у запасі. За час служби в авіації освоїв 20 типів вітчизняних та іноземних літаків (У-2, УТІ-4, І-15біс, І-16, МіГ-3, Р-40 «Кіттіхаук», «Спітфайр» LF9E, Як-15, МіГ -15, МіГ-17, МіГ-19, МіГ-21, Іл-14, Ан-26, Мі-8 та інші), налітав на них понад 2000 годин.
Жив і працював у Куйбишеві . Помер 15 червня 2000 року . Похований у Самарі на Рубіжному цвинтарі .

## Нагороди
- медаль «Золота Зірка» Героя Радянського Союзу №10861 (14.07.1953 р.) - за бої в Кореї)
- 2 ордени Леніна (25.09.1952 р. - за бої в Кореї, 14.07.1953 р. )
- 3 ордени Червоної Зірки (01.09.1944 р. - за бої у ВВВ, 22.02.1955 р. - за наліт у складних метеоумовах, 30.12.1956 р. - За вислугу років)
- орден Вітчизняної війни 1-го ступеня (11.03.1985 р. - до 40-річчя Перемоги)
- медаль "За бойові заслуги" (17.05.1951 р. - За вислугу років)
- інші медалі

## Увічнення пам'яті

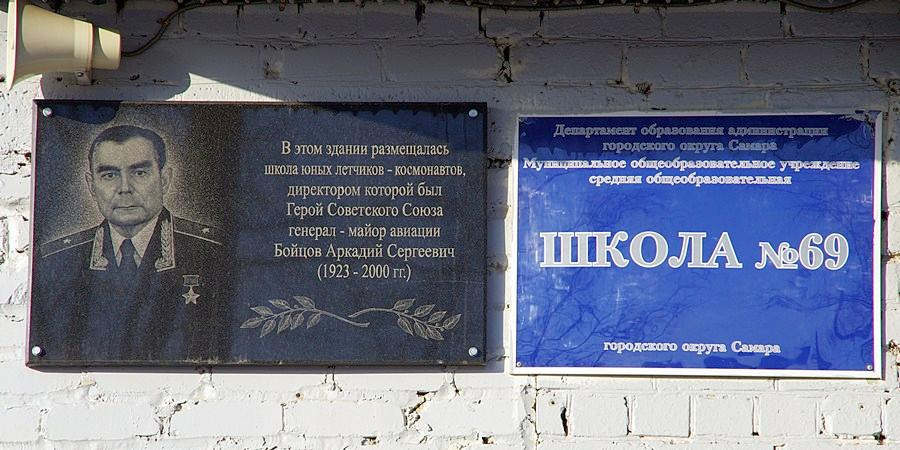
Меморіальна дошка будівлі муніципальної школи № 69 (м. Самара)

5 травня 2011 року в м. Самара на будівлі муніципальної школи № 69 було відкрито меморіальну дошку  . Раніше в цьому будинку була Куйбишевська школа льотчиків і космонавтів, директором якої був Бойцов  .